# Wind (satellite)
Wind (en français : vent) est un satellite scientifique développé par la NASA, chargé de recueillir des données sur le vent solaire et les interactions de celui-ci avec la magnétosphère terrestre. Il est lancé le 1er novembre 1994, depuis la base de Cape Canaveral, par un lanceur Delta II. WIND fait partie du programme international ISTP, dont l'objectif est de mesurer de manière simultanée, à l'aide de plusieurs satellites, les interactions entre le vent solaire et le champ magnétique terrestre. Dans le cadre de ce programme, WIND a plus particulièrement pour mission d'étudier les régions situées à l'extérieur de la magnétosphère, côté Soleil. Le satellite est toujours opérationnel en 2013.

## Contexte

### Programme ISTP
WIND fait partie d'une série de satellites lancés dans les années 1990 pour effectuer des observations conjointes des interactions entre le vent solaire et le champ magnétique terrestre. Ce programme scientifique international, baptisé ISTP, comprend également les satellites POLAR (NASA), Cluster (ESA), SoHO (ESA/NASA), Equator-S (Allemagne) et Interbol (en) (Russie).

### Mission de la NASA
La mission est développée par le centre de vol spatial Goddard.

### Objectifs
Les objectifs scientifiques sont : 
- mesurer le plasma, les particules énergétiques et le champ magnétique pour étudier la magnétosphère et l'ionosphère ;
- déterminer la nature des flux sortant de la magnétosphère dans les régions situées en amont ;
- étudier les processus à l'œuvre dans le plasma du vent solaire à proximité de la Terre ;
- fournir des données sur le milieu interplanétaire dans le plan écliptique à 0,99 unité astronomique, pour de futures missions à l'intérieur et l'extérieur de l'héliosphère.

## Caractéristiques techniques
WIND est un satellite de forme cylindrique de 2,4 mètres de diamètre pour 1,8 mètre de hauteur, construit par  la division Astro Space de Martin Marietta. Il est stabilisé par rotation à une vitesse de 20 tours par minute autour de son axe, qui est maintenu perpendiculaire au plan de l'écliptique. Le satellite a une masse de 1 250 kg, dont 300 kg d'ergols et 195 kg de charge utile. Il est conçu pour une durée de vie minimale de 3 ans. Les données scientifiques sont stockées sur un enregistreur numérique d'une capacité de 1,3 gigabit, et retransmises avec un débit compris entre 5,6 et 128 kilobits. WIND est le satellite jumeau de Polar.

## Instruments scientifiques

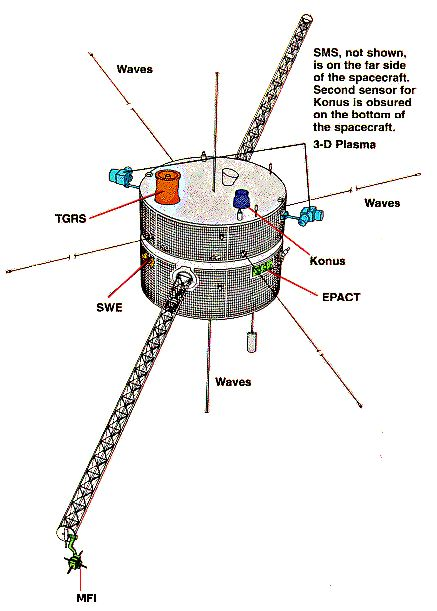
Schéma du satellite.

WIND emporte sept instruments scientifiques qui doivent effectuer des mesures du champ magnétique interplanétaire, des ondes de plasma et des ondes radio du vent solaire, des caractéristiques des ions et électrons du vent solaire et détecter les éruptions solaires et les sursauts gamma :
- le magnétomètre MFI (Magnetic Field Investigation) ;
- l'expérience de mesure des ondes radio et plasma WAVES (Radio and Plasma Wave Experiment) ;
- l'instrument de mesure des ions et électrons du vent solaire SWE (Solar Wind Experiment) ;
- l'instrument de mesure des ions et électrons énergétiques du vent solaire EPACT (Energetic Particles Acceleration, Composition, Transport) ;
- l'instrument de mesure des ions et électrons énergétiques PLASMA (3-D Plasma and Energetic Particles Experiment) ;
- l'instrument de mesure des rayons gamma TGRS (Transient Gamma Ray Spectrometer) ;
- l'instrument de mesure des éruptions solaires et des sursauts gamma KONUS (Gamma Ray Burst Investigation).

## Déroulement de la mission

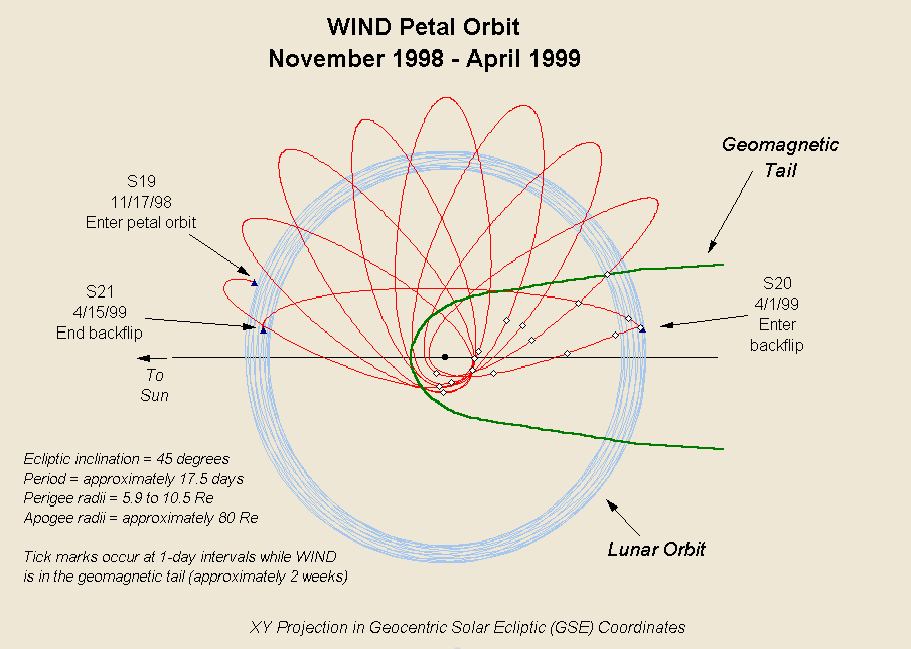
Orbite et coordonnées du satellite entre novembre 1998 et avril 1999.

WIND est contrôlé par le centre spatial Goddard, dans le Maryland. Il est placé durant la première phase de sa mission sur une orbite très elliptique côté jour dont l'apogée oscille entre 80 et 250 rayons terrestres et le périgée se situe à une distance de la Terre comprise entre 5 et 10 rayons terrestres, avec une inclinaison de 19,6°. Sur la majeure partie de cette orbite, le satellite se trouve immergé dans le vent solaire qui vient buter sur la magnétosphère. À partir de novembre 1996, WIND est placé sur une orbite de halo autour du point de Lagrange L1 du système Soleil-Terre, situé entre la Terre et le Soleil, ce qui permet à ses instruments de signaler aux autres satellites du programme ISTP, avec une heure d'avance, les éruptions solaires. Le satellite est toujours opérationnel en 2013, après 18 ans d'utilisation.